# Kumuleny
Kumuleny jsou uhlovodíky obsahující tři nebo více po sobě jdoucích dvojných vazeb, tedy řetězce zahrnující skupinu =C=C=C; jedná se o obdobu allenů, které mají dvě po sobě jdoucí vazby. Nejjednodušším možným kumulenem je butatrien (HC=C=C=CH), často nazývaný jednoduše kumulen. Na rozdíl od většiny alkenů a alkynů jsou kumuleny, podobně jako polyyny, poměrně málo reaktivní. V mezihvězdných molekulárních mračnech i při laboratorních experimentech byly pomocí mikrovlnné a infračervené spektroskopie pozorovány kumulenové karbeny H2Cn, kde n = 3 až 6; stabilnější kumuleny typu H2CnH2 se detekují obtížněji, protože mají nulový dipólový moment. Kumuleny obsahující v řetězcích heteroatomy se nazývají heterokumuleny; příkladem může být suboxid uhlíku.

## Příprava
První příprava butatrienu (konkrétně šlo o tetrafenylbutatrien) byla oznámena v roce 1921.
Nejčastěji se butatrien připravují redukčními párovacími reakcemi geminálních dihalogenovaných vinylidenů.
První syntéza tetrafenylbutatrienu byla provedena v roce 1977 homopárováním 2,2-difenyl-1,1,1-tribromethanu s kovovou mědí v dimethylformamidu.

## Struktura

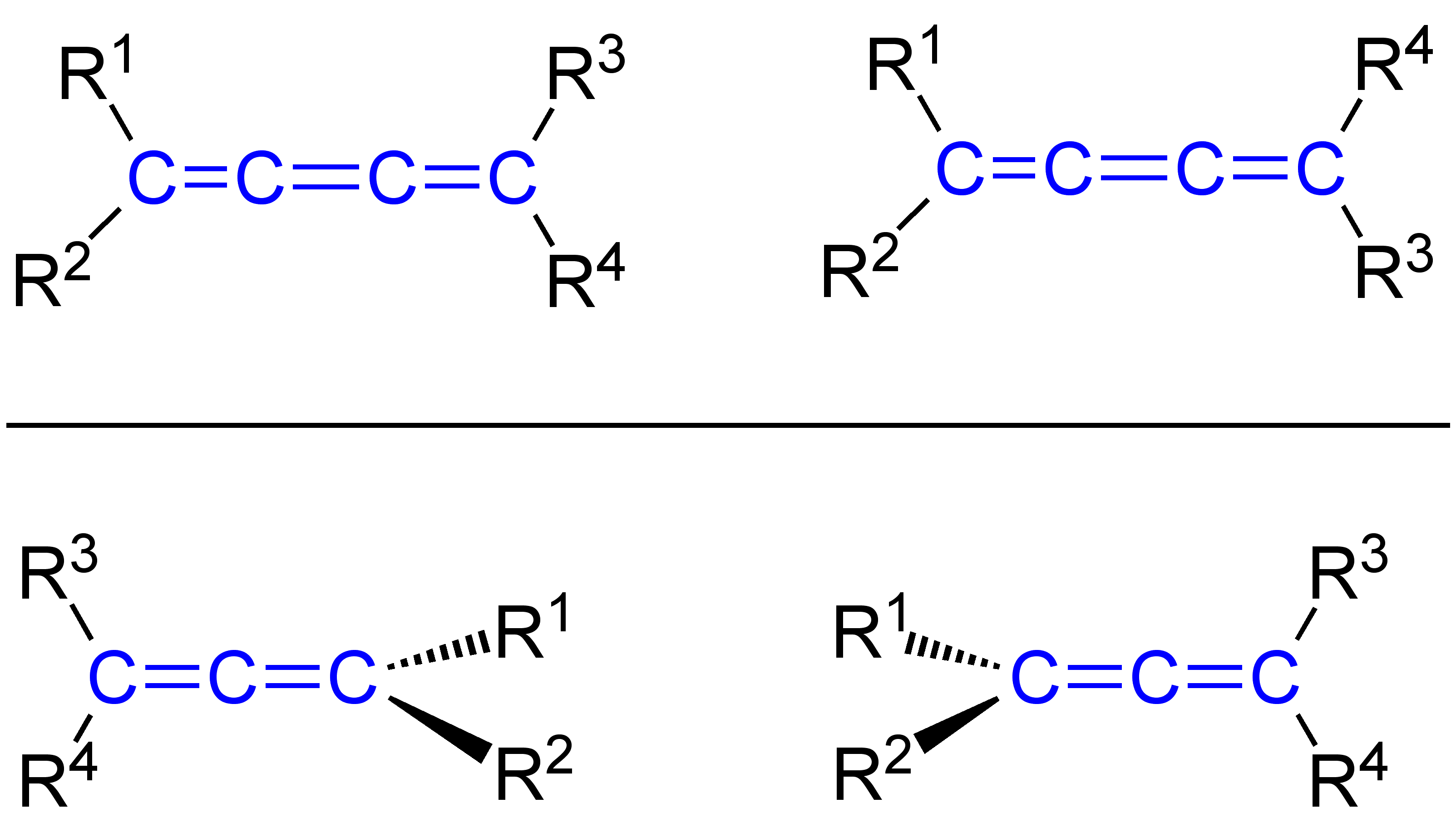
Cis–trans izomerie trienu a axiální chiralita allenu

Nízká reaktivita kumulenů je způsobena přítomností dvojných vazeb na vnitřních atomech uhlíku, u kterých sp hybridizace vytváří dvě vazby π, po jedné s každým ze sousedních uhlíků, které jsou navzájem kolmé, což zpevňuje lineární geometrii na uhlíkovém řetězci.
Kumuleny s navzájem neekvivalentními substituenty na jednotlivých koncích vytváří izomery. Pokud je počet po sobě jdoucích dvojných vazeb lichý, pak vzniká cis-trans izomerie obdobně jako u alkenů. Jestliže je za sebou srovnán sudý počet dvojných vazeb, pak taková sloučenina vykazuje axiální chiralitu, čímž se podobá allenům.

## Komplexy
Prvním popsaným komplexem vinylidenového ligandu byla sloučenina (Ph2C2Fe2(CO)8, vytvořená reakcí difenylketenu a pentakarbonylu železa. Strukturou se vzniklý komplex podobá nonakarbonylu diželeza, kde je jeden μ-CO ligand nahrazen 1,1-difenylvinylidenem, Ph2C2. Také je znám C5H5)Mo(P(C6H5)3)(CO)2[C=C(CN)2]Cl.